# لیلیانا وازوا
لیلیانا وازوا (بلغاری: Лиляна Васева؛ زادهٔ ۱۲ اوت ۱۹۵۵) قایقران روئینگ اهل بلغارستان است.